# داجمار نيلسون
داجمار نيلسون (بالسويدية: Dagmar Nilsson)‏ هي غطاسة سويدية، ولدت في 29 يناير 1894 في Klara Church Parish ‏ في السويد، وتوفيت في 6 أبريل 1974 في Skarpnäcks församling ‏ في السويد.

## وصلات خارجية
- داجمار نيلسون على موقع أوليمبيديا (الإنجليزية)
- داجمار نيلسون على موقع اللجنة الأولمبية السويدية (السويدية)